# تالوس
بُژول، قاپ، شتالنگ یا تالوس (به انگلیسی: Talus) یا استخوان کوچکی است که در ناحیه مچ پا قرار گرفته‌است. این استخوان در بالا با استخوان‌های درشت‌نی و نازک‌نی و در پایین با استخوان پاشنه و مفصل می‌شود که به آن مفصل قاپی ساقی می‌گویند که از نوع قرقره ای یا لولایی می‌باشد و حرکات دورسال فلکشن و پلانتار فلکشن مچ پا از این مفصل است.
استخوان تالوس درجلو با استخوان ناوی مفصل می‌شود.
نام‌های دیگر استخوان تالوس در فارسی، قاپ، شتالنگ، اشتالنگ و پژول (وژول، بجول) است. در قدیم با استخوان قاپ گوسفند قماربازی می‌کردند که به آن قاپ‌بازی گفته می‌شد.

## کالبدشناسی
سطح بالایی آن مثل لاک‌پشت کوژ مانند است. استخوان تالوس حلقه رابط بین استخوان‌های ساق و کف پا است. مفصل بین قاپ و استخوان‌های ساق را مفصل مچ پا و مفصل بین قاپ و استخوان پاشنه را مفصل زیرقاپی (Subtalar) می‌گویند.
کف پای انسان کلاً از ۲۶ استخوان تشکیل شده‌است. دو استخوانی که در پشت پا قرار دارند یعنی استخوان‌های تالوس و پاشنه را روی هم رفته ، پشت پا می‌نامند.